# Dixioria
Dixioria är ett släkte av mångfotingar. Dixioria ingår i familjen Xystodesmidae.
Kladogram enligt Catalogue of Life:
| Dixioria | \| \| Dixioria brooksi \| \| \| \| \| \| Dixioria dactylifera \| \| \| \| \| \| Dixioria dentifera \| \| \| \| \| \| Dixioria fowleri \| \| \| \| \| \| Dixioria watauga \| \| \| \| |
|          | \| \| Dixioria brooksi \| \| \| \| \| \| Dixioria dactylifera \| \| \| \| \| \| Dixioria dentifera \| \| \| \| \| \| Dixioria fowleri \| \| \| \| \| \| Dixioria watauga \| \| \| \| |
|          | Dixioria brooksi |
|          | |
|          | Dixioria dactylifera |
|          | |
|          | Dixioria dentifera |
|          | |
|          | Dixioria fowleri |
|          | |
|          | Dixioria watauga |
|          | |